# Kristijan Fris
Kristijan Fris (* 21. April 1984 in Senta) ist ein ehemaliger serbischer Ringer.

## Werdegang
Kristijan Fris stammt aus Senta in der Vojvodina und gehört dort der ungarischen Minderheit an. Er begann im Jahre 1996 als Jugendlicher mit dem Ringen. Er wurde Mitglied des Ringerclubs Ravni Klub Proleter Zrenjanin, einem der führenden Clubs in Serbien. Trainiert wurde er in seiner Laufbahn bisher von den Trainern Szabo, Pak und Sandor Nando. Aus der Vojvodina stammten traditionsgemäß schon zu Zeiten Jugoslawiens die besten Ringer des Landes.
Bei einer Größe von 1,68 Metern ringt er im Bantamgewicht, der leichtesten Gewichtsklasse (bis 55 kg Körpergewicht (KG)) und nur im griechisch-römischen Stil. Wegen der politischen Ereignisse im ehemaligen Jugoslawien startete er bis zum Jahre 2002 für Jugoslawien, von 2003 bis 2007 für Serbien und Montenegro und seit 2007 für Serbien.
Seine Karriere auf den internationalen Ringermatte begann er im Jahre 2000 mit der Teilnahme an der Junioren-Europameisterschaft (Cadets) in Bratislava. Er kam dabei in der Klasse bis 46 kg Körpergewicht auf den 13. Platz. Bei der Junioren-Europameisterschaft 2002 in Subotica gewann er in der Gewichtsklasse bis 50 kg KG erstmals eine Medaille bei einer internationalen Meisterschaft, die bronzene. Nach einem respektablen 7. Platz bei der Junioren-Weltmeisterschaft 2003 in Istanbul, wo er immerhin drei Kämpfe gewann, ehe er gegen den Iraner Hamid Bavafa ausschied, errang er bei der Junioren-Europameisterschaft 2004 in Murska Sobota den größten Erfolg in seiner Juniorenzeit, er wurde Junioren-Europameister im Bantamgewicht vor Gegam Sadajan aus Russland und Daniel Krymow aus der Ukraine.
Im Jahre 2004 versuchte sich Kristijan Fris in Novi Sad für die Teilnahme an den Olympischen Sommerspielen in Athen zu qualifizieren. Er scheiterte aber als relativ unerfahrener junger Ringer bei diesem Vorhaben, denn er kam nur auf den 19. Platz. Bei der Senioren-Europameisterschaft 2005 in Warna erreichte er im Bantamgewicht einen guten 5. Platz und wurde im gleichen Jahr Sieger bei den Mittelmeer-Spielen in Almería im Bantamgewicht vor dem Ägypter Mohamed Moustafa Abu Elela.
Nach schwächeren Ergebnissen bei der Weltmeisterschaft 2005 und den internationalen Meisterschaften des Jahres 2006 kam im Jahre 2007 für Kristijan Fris der große Durchbruch. Er gewann zunächst bei der Europameisterschaft dieses Jahres in Sofia mit einem Sieg im entscheidenden Kampf über den Finnen Ville Kaeki die EM-Bronzemedaille und sicherte sich im Herbst des Jahres 2007 bei der Weltmeisterschaft in Baku die gleiche Medaille. Er siegte dort u. a. auch über den jungen Deutschen Florian Crusius und gewann nach einer Niederlage im Halbfinale gegen den Iraner Hamid Soryan Reihanpour im Kampf um die WM-Bronzemedaille über den US-Amerikaner Lindsey Durlacher. Mit diesem 3. Platz hatte er sich auch schon für die Teilnahme an den Olympischen Spielen in Peking qualifiziert.
In Peking kam er im Bantamgewicht mit Siegen über Juri Kowal aus der Ukraine, einer Niederlage gegen Nasir Mankijew aus Russland, dem späteren Olympiasieger, einem Sieg über Ildar Hafizow, Usbekistan und einer erneuten Niederlage gegen den Weltmeister von 2007 Hamid Sorjan Reihanpour auf einen guten 7. Platz.
Im Jahre 2009 nahm Kristijan Fris auch an der Europameisterschaft in Vilnius teil und verlor dort im Bantamgewicht gleich seinen ersten Kampf gegen den Russen Bekchan Mankijew. Da dieser das Finale nicht erreichte, musste er ausscheiden und kam nur auf den 19. Platz. Auch bei der Weltmeisterschaft 2009 in Herning/Dänemark erging es ihm nicht besser, denn er verlor seinen ersten Kampf gegen Virgil Munteanu aus Rumänien und belegte nur den 27. Platz.

## Internationale Erfolge
| Jahr | Platz | Wettbewerb                                 | Gewichtsklasse   | |
| 2000 | 13.   | Junioren-EM (Cadets) in Bratislava         | Kl. bis 46 kg KG | Sieger: Dragos Ciampanu, Rumänien vor Alexei Lozovoi, Ukraine |
| 2001 | 10.   | Junioren-EM (Cadets) in Izmir              | Kl. bis 46 kg KG | Sieger: Stepan Dubow, Israel vor Alexei Chudurjan, Russland |
| 2002 | 3.    | Junioren-EM (Juniors) in Subotica          | Kl. bis 50 kg KG | hinter Roman Amojan, Armenien u. Malchaz Solomonidse, Georgien |
| 2003 | 19.   | EM in Belgrad                              | Bantam           | nach Niederlagen gegen Marian Sandu, Rumänien u. Stoitchko Iwanow, Bulgarien |
| 2003 | 7.    | Junioren-WM (Juniors) in Istanbul          | Bantam           | mit Siegen über Daniel Krymow, Russland, Svailunas Adomaitis, Litauen u. Arif Schiralijew, Aserbaidschan u. einer Niederlage gegen Hamid Bavafa, Iran                                         |
| 2004 | 8.    | „Nikola-Petrow“-Memorial in Sofia          | Bantam           | Sieger: Dennis Hall, USA vor Alfred Ter-Mkrtchyan, Deutschland und Nurbakyt Tengisbajew, Kasachstan                                                                                           |
| 2004 | 19.   | Olympia-Qualif.-Turnier in Novi Sad        | Bantam           | Sieger: Brandon Paulson, USA vor Erkan Yildiz, Türkei u. István Majoros, Ungarn |
| 2004 | 1.    | Junioren-EM (Juniors) in Murska Sobota     | Bantam           | vor Gegam Sadajan, Russland u. Daniel Krymow, Ukraine |
| 2005 | 3.    | „L.J.I. Gedza“-Turnier in Belgrad          | Feder            | hinter Eusebiu Diaconu, Rumänien u. Tamás Lőrincz, Ungarn, gemeinsam mit Hugo des Passos da Silva, Portugal                                                                                   |
| 2005 | 2.    | „Nikola-Petrow“-Memorial in Sofia          | Bantam           | hinter Bayram Özdemir, Türkei, vor Iwo Angelow, Bulgarien u. Abrahim Karim, Ägypten |
| 2005 | 5.    | EM in Warna                                | Bantam           | nach Niederlage gegen Wiktor Korabljew, Russland, einem Sieg über Ville Kaeki, Finnland u. einer Niederlage gegen Iwo Angelow                                                                 |
| 2005 | 1.    | Mittelmeer-Spiele in Almería               | Bantam           | vor Mohamed Moustafa Abu Elela, Ägypten u. Vicente Lillo Garcia, Spanien |
| 2005 | 17.   | WM in Belgrad                              | Bantam           | mit Sieg über Jonsel Ramirez, Dom. Rep. u. Niederlage gegen Roman Amojan, Armenien |
| 2006 | 2.    | Golden Grand Prix in Szombathely           | Bantam           | hinter Wenelin Wenkow, Bulgarien, vor Bayram Özdemir |
| 2006 | 14.   | EM in Moskau                               | Bantam           | nach Niederlage gegen Claudiu Florin Gavrila, Rumänien |
| 2006 | 7.    | Universitäten-WM in Ulaanbaatar            | Bantam           | Sieger: Hyuk Wom, Südkorea |
| 2006 | 14.   | WM in Guangzhou/China                      | Bantam           | mit Sieg über Ibrahim El Said Karim, Ägypten u. Niederlage gegen Ri Kyong Il, Nordkorea |
| 2007 | 9.    | „Nikola-Petrow“-Memorial in Sofia          | Bantam           | Sieger: Wenelin Wenkow vor Maxim Mordowin, Russland u. Hamid Soryan Reihanpour, Iran |
| 2007 | 3.    | EM in Sofia                                | Bantam           | mit Siegen über Aurelian Leciu, Rumänien u. Tibor Olah, Ungarn, einer Niederlage gegen Rowshan Bajramow, Aserbaidschan u. einem Sieg über Ville Kaeki, Finnland                               |
| 2007 | 3.    | WM in Baku                                 | Bantam           | mit Siegen über Kim Won Mo, Nordkorea, Florian Crusius, Deutschland u. Yerbol Konyratow, Kasachstan, einer Niederlage gegen Hamid Soryan Reihanpour u. einem Sieg über Lindsey Durlacher, USA |
| 2008 | 3.    | Golden Grand Prix in Szombathely           | Bantam           | hinter Kohei Hasegawa, Japan u. Mariusz Łoś, Polen, gemeinsam mit Thomas Spencer Mango, USA, vor Anders Rönningen, Norwegen und Wendelin Wenkow                                               |
| 2008 | 7.    | OS in Peking                               | Bantam           | mit Sieg über Juri Kowal, Ukraine, Niederlage gegen Nasir Mankijew, Russland, Sieg über Ildar Hafizow, Usbekistan u. Niederlage gegen Hamid Soryan Reihanpour                                 |
| 2009 | 19.   | EM in Vilnius                              | Bantam           | nach einer Niederlage gegen Bekchan Mankijew, Russland |
| 2009 | 1.    | Mittelmeer-Spiele in Pescara               | Bantam           | vor Mustafa Mohammed, Ägypten u. Grigoris Anastasiadis, Griechenland |
| 2009 | 27.   | Ringer-Weltmeisterschaften 2009 in Herning | Bantam           | nach einer Niederlage gegen Virgil Munteanu, Rumänien |